# Five Flags Center
Five Flags Center, tidigare Orpheum Theatre och Majestic Theatre, är en inomhusarena i den amerikanska staden Dubuque i delstaten Iowa och har en publikkapacitet på mellan 2 500 och 5 200 åskådare. Inomhusarenan stod färdig 1910 och ägs av staden och underhålls av SMG. Den har stått som hemmaarena åt ishockeylaget Dubuque Fighting Saints mellan 1980 och 2001.
Den 14 november 1972 blev den placerad på USA:s officiella National Register of Historic Places.